# Buṣeirah
Buṣeirah (arabe : بصيرا) est un site archéologique situé à 10 km de Tafila et à 45 km au nord de Pétra en Jordanie. Il s’agit de la principale ville du territoire d'Édom dans l'Antiquité. Buṣeirah est identifié à la ville biblique de Botsra (ou Bozrah), même si aucune inscription ne permet de le confirmer. Elle est souvent considérée comme la capitale d'Édom.
La ville s’étend sur 8 hectares. Elle est habitée à partir de la fin du IXe ou début du VIIIe siècle av. J.-C.. et connaît son maximum de prospérité au VIIe siècle av. J.-C. Un palais et un temple y sont construits après la conquête assyrienne. C’est le site édomite de Jordanie qui a livré le plus d'artefacts archéologiques. La ville est prise par le dernier roi de l'empire néo-babylonien Nabonide vers -553. Le temple et le palais sont alors détruits.